# Paolo Serra
Paolo Serra (* 1946 in Morciano di Romagna) ist ein italienischer Maler. Er lebt und arbeitet in Castelleale di San Clemente.

## Leben
Paolo Serra ist 1946 in Morciano di Romagna geboren. Sein Vater war ein Modellzeichner für Schuhe in Rimini. 1955 zieht die Familie nach Northampton in England um. Dort lernt er dank seines Grundschullehrers die italienische Kunst kennen, besonders die des 14. Jahrhunderts. Bereits sehr früh ist er von Museen und Galerien angezogen.
Seine erste persönliche Ausstellung erfolgt 1962 in der Century Gallery von Northampton. Im selben Jahr erteilt ihm das Arts Council of Great Britain verschiedene Stipendien und kauft eines seiner Werke. Daraufhin legt er die Malerei nieder, um sich Assemblagen und Werken, die er „Constructions“ nennt, zu widmen.
In den 70er Jahren beginnt er wieder auszustellen und wird in London, Amsterdam (Stedelijk Museum), Paris (Salon des Réalités Nouvelles) und auf der 12. Biennale von São Paulo, Brasilien gezeigt.
1976 schafft er ein Freskogemälde von 24 Quadratmeter in der Chappel at All Saints Middle School von Northampton. Im selben Jahr, erwirbt das Stedelijk Museum in Amsterdam eines seiner Werke. Anfang der 80er Jahre, als die künstlerische Reife ihren Höhepunkt erreicht, entscheidet sich Serra nach Rimini zurückzukehren. Dort besinnt er sich auf die Malerei und Freskentechnik des Mittelalters und der Renaissance und entwickelt eine neue Form des Farbeinsatzes und der Bildsprache. Seitdem folgen Einladungen zu den bedeutsamsten Kunstmessen wie die FIAC in Paris, Art Cologne und Art Basel.

## Werk
Effektvolle Farb- und Materialkontraste, perspektivische Effekte, Kenntnisse der traditionellen Maltechniken sowie die Kombination von mathematisch-wissenschaftlichen Grundlagen mit rein dem Zufall überlassenen Effekten zeichnen das Werk Paolo Serras aus. Er benutzt antike Verfahren wie mit Eigelb gebundenen Pigmente, die vom Künstler im eigenen Atelier angerührt werden, verwendet Lacklasuren auf Holztafeln sowie Blattgold beziehungsweise Kompositionsgold als Untergrund.
Dennoch vermag Serra dies in eine ganz eigene künstlerische Sprache umzusetzen, die sich völlig in die Entwicklung der modernen und zeitgenössischen Kunst eingliedert.
Die auf die Grundformen des Quadrates und Rechteckes aufbauenden Kompositionen, in denen monochrom ausgeführte Flächen über dem Hintergrund zu schweben scheinen, bestehen aus einer Übereinanderschichtung von bis zu mehreren hundert hauchdünnen Farb- oder Lacklasuren. Ein langwieriger Prozess, der es dem Künstler erlaubt, sich allmählich dem gewünschten Endergebnis zu nähern und immer wieder Feinabstimmungen vorzunehmen, gleichzeitig dem Betrachter den Entstehungsprozess bis ins Detail offenbart.

## Ausstellungen (Auswahl)
- 1962: Century Gallery Northampton
- 1975: Museum and Art Gallery, Northampton
- 1993: FIAC, Paris
- 1994: Art 25’94, Basel
- 1995: Art Cologne, Köln
- 2004: Galerie der Stadt Waiblingen
- 2008: Galleria d’Arte A, Rimini
- 2010: Eventinove artecontemporanea, Turin

## Werke in öffentlichen Sammlungen
- Amsterdam, Stedelijk Museum
- Bologna, Galleria d’Arte Moderna
- Donaueschingen, Museum Art.Plus
- Waiblingen, Museum der Stadt Waiblingen

## Bibliographie
- Paolo Serra – opere 1961-2007. Edizione Gli Ori, Prato, 2007